# Simocrysa
Simocrysa is een kevergeslacht uit de familie van de boktorren (Cerambycidae). De wetenschappelijke naam van het geslacht werd voor het eerst geldig gepubliceerd in 1871 door Pascoe.

## Soorten
Simocrysa omvat de volgende soorten:
- Simocrysa discolor Pascoe, 1871
- Simocrysa tricolor McKeown, 1942